# Ablemma syahdani
Espèce
Ablemma syahdani est une espèce d'araignées aranéomorphes de la famille des Tetrablemmidae.

## Distribution
Cette espèce est endémique du Kalimantan en Indonésie,. Elle se rencontre vers Lempake.

## Description
La femelle holotype mesure 0,9 mm.

## Publication originale
- Lehtinen, 1981 : Spiders of the Oriental-Australian region. III. Tetrablemmidae, with a world revision. Acta Zoologica Fennica, vol. 162, p. 1-151.